# Natura nell'arte

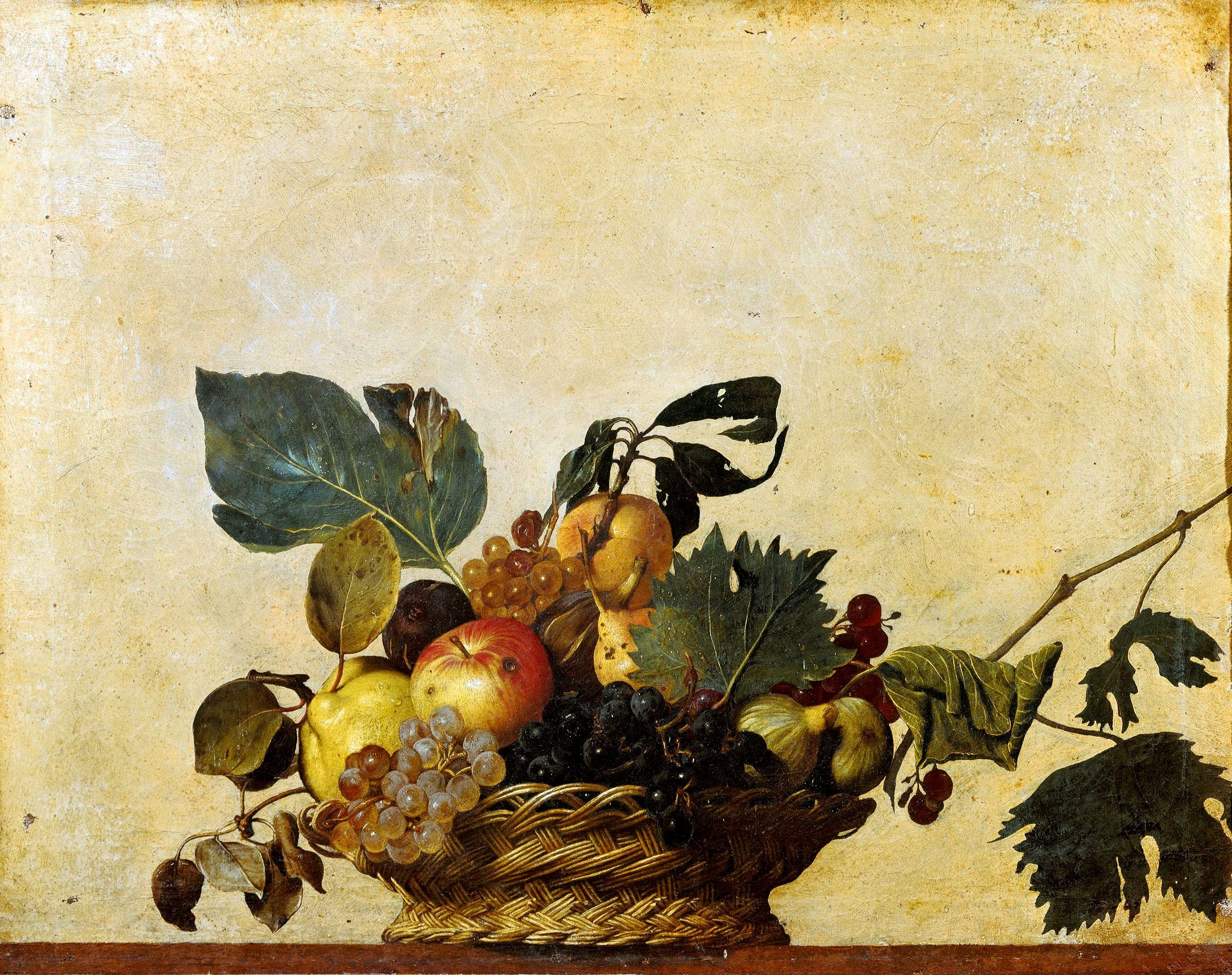
Canestra di frutta è un dipinto realizzato da Caravaggio tra il 1597 e il 1600; è conservato nella Pinacoteca Ambrosiana di Milano.

La natura nell'arte rappresenta il rapporto tra l'essere umano e l'ambiente naturale attraverso diverse forme artistiche e movimenti culturali. Sin dalle origini, la natura ha ispirato artisti di ogni epoca, manifestandosi in simboli sacri, paesaggi idealizzati, rappresentazioni realistiche e opere astratte. La sua presenza nell'arte riflette non solo l'osservazione estetica del mondo, ma anche il tentativo dell'uomo di comprendere e interpretare le forze che governano la vita.
Nelle civiltà antiche, la natura era rappresentata come emanazione del divino e incarnazione di forze soprannaturali, mentre nell'arte medievale si legava a simbolismi religiosi. Con il Rinascimento, essa divenne un soggetto autonomo, grazie alla prospettiva scientifica e alla ricerca di armonia. Nel Romanticismo, la natura assunse un significato sublime, divenendo simbolo di forze inaccessibili e misteriose, mentre con l’Impressionismo essa fu celebrata nei suoi colori e nelle sue sfumature effimere.
In epoca contemporanea, l’arte ha visto emergere correnti come la Land Art e l’arte ambientale, che utilizzano direttamente gli elementi naturali come parte dell’opera stessa. La natura è quindi divenuta non solo un soggetto, ma una voce per riflettere su temi quali la sostenibilità e la crisi ecologica.

## Storia

### Antico Egitto

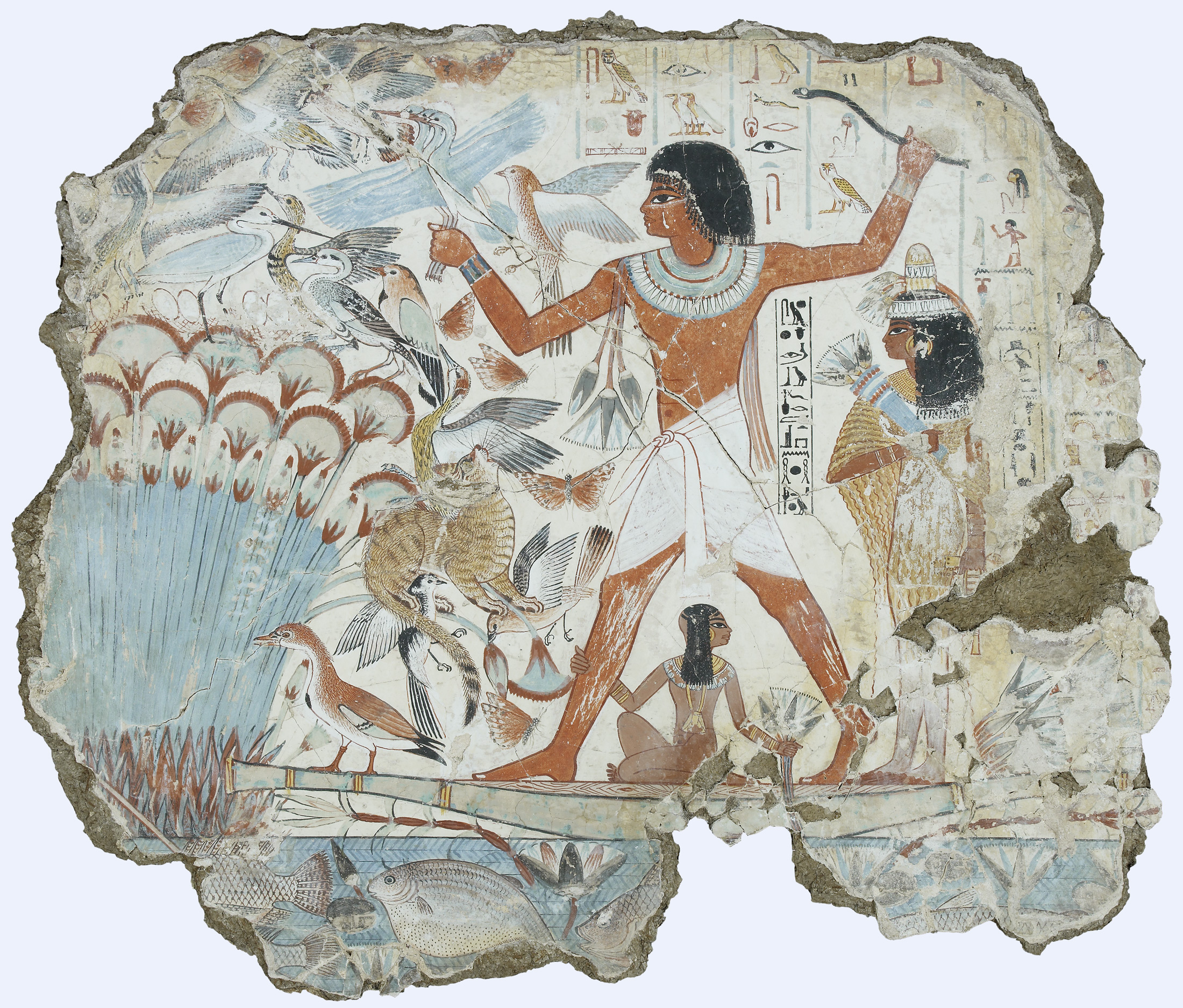
Pitture dalla tomba di Nebamon, Londra, British Museum

In Egitto, la natura era considerata sacra e intimamente connessa agli dei e al ciclo della vita. Le piante e gli animali erano spesso raffigurati con simbolismi religiosi; ad esempio, il loto rappresentava la rinascita e l'immortalità, mentre il falco simboleggiava il dio Horus. L'arte egizia includeva rappresentazioni estremamente dettagliate di flora e fauna, e i giardini sacri nei templi erano progettati per evocare paesaggi celesti. L'architettura, come i templi e le tombe, rifletteva un'armonia con le proporzioni naturali e cosmiche.
Gli amuleti animali nell'antico Egitto erano piccoli oggetti indossati per garantire protezione, salute e fortuna, sia in vita che nell'aldilà. Gli antichi Egizi attribuivano agli animali un'importanza religiosa e simbolica, vedendo in essi manifestazioni divine e caratteristiche che riflettevano le forze della natura. Gli amuleti raffiguravano una vasta gamma di animali, tra cui il coccodrillo, associato al dio Sobek e utilizzato per allontanare il pericolo, l'istrice, simbolo di resilienza grazie alla sua capacità di difendersi, e l'anatra, che rappresentava la nutrizione e la rinascita. Altri animali, come la rana, erano collegati alla fertilità e alla creazione, poiché le rane venivano associate alla forza rigeneratrice delle acque primordiali. Anche l'ippopotamo, pur essendo una creatura temuta per la sua aggressività, era venerato in relazione alla protezione della gravidanza, grazie alla figura della dea Taweret. Gli amuleti animali, quindi, non solo riflettevano il rispetto e la paura per la natura, ma venivano anche utilizzati per invocare poteri protettivi e benefici, giocando un ruolo fondamentale nella religiosità e nella cultura funeraria egizia.

### Antica Grecia

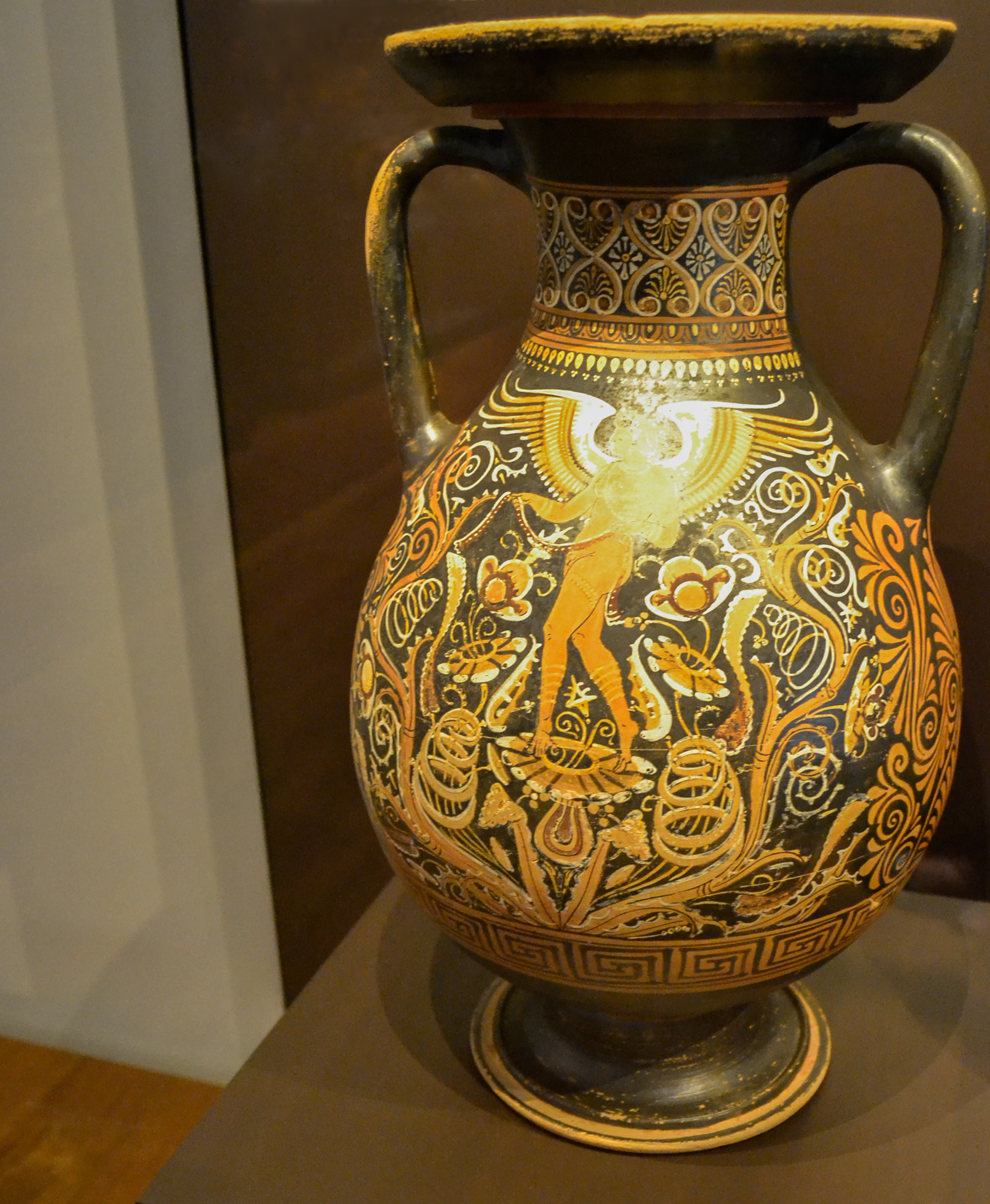
Eros adagiato su un calice floreale con foglie di acanto, tralci e fiori (Museo Archeologico Nazionale di Spagna).

L'arte dell'antica Grecia è considerata uno dei massimi picchi culturali nella storia dell'arte e ha influenzato profondamente artisti di epoche successive, specialmente per la sua attenzione alla bellezza ideale e alla simmetria. Sebbene la natura non sia un soggetto centrale come la figura umana, essa appare comunque in molte opere come decorazione o simbolo religioso, riflettendo l'interesse greco per l'ordine e l'equilibrio. Le rappresentazioni naturali sono anche strettamente connesse ai giardini e agli ambienti verdi, il cui sviluppo si intensificò nel periodo classico ed ellenistico.
Uno degli esempi più affascinanti della rappresentazione naturale è la pittura su ceramica e le decorazioni floreali, come i motivi di gigli nelle fresche dell'edificio Delta di Akrotiri, a Thera. Qui i gigli assumono un significato sacro, probabilmente simbolo dell'abbondanza primaverile. La flora greca si estende anche ai capitelli corinzi del V secolo a.C., ornati con foglie d'acanto, un primo esempio di uso decorativo di forme vegetali in Europa. Anche la ceramica a figure rosse, come nei calici in cui divinità greche sono adornate di vegetazione, riflette il legame fra elementi naturali e divinità.
Nella scultura greca, la natura è presente anche attraverso elementi simbolici e spesso idealizzati. Un esempio è lo statere d'argento di Metaponto, in cui una spiga di grano appare perfettamente bilanciata da lettere e strumenti agricoli. La simmetria naturale della pianta richiama l'attenzione dei Greci per l'ordine anche in soggetti naturali.
Gli antichi Greci spesso costruivano i loro templi in luoghi panoramici, in modo che l'ambiente naturale, con montagne e corsi d'acqua, amplificasse la maestosità della struttura stessa. Questo rapporto armonioso con il paesaggio è testimoniato da immagini di luoghi come il panorama di Perachori a Itaca, dove montagne e animali creano un equilibrio che appare anche in scene come il Mosaico del Nilo.
Il concetto di giardino in Grecia (detto kepos, letteralmente "grembo della madre") si sviluppò fortemente a partire dal IV secolo a.C., influenzato dai giardini persiani, come spazi chiusi e separati dall'ambiente esterno, destinati alla coltivazione di piante da frutto, ortaggi e piante sacre. I giardini sacri erano spesso dedicati alle divinità, e ogni fiore, come il giglio, aveva un significato mitologico. Nelle opere di Omero emergono due tipi di giardini: quello umano, come il giardino di Alcinoo, legato alla famiglia e alla casa, e quello divino, come il giardino di Calipso, in cui la natura è al servizio degli dei.

### Antica Roma

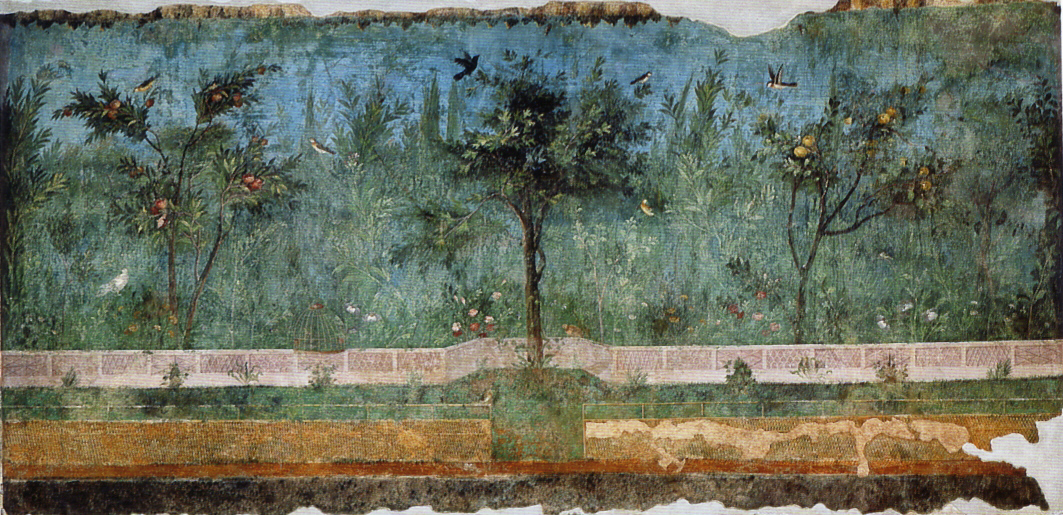
Pittura di giardino dalla villa di Livia.

L’arte romana non solo celebrava la figura umana e le divinità, ma si concentrava anche sulla natura, rappresentandola in modo realistico e simbolico. La natura non era vista solo come un paesaggio da ammirare, ma come un elemento integrato nelle esperienze quotidiane, sia nelle ville private che negli spazi pubblici.
Uno degli esempi più emblematici della connessione tra arte e natura è il giardino dipinto della Villa di Livia, che mostra una natura rigogliosa e serena, con alberi e uccelli dipinti con una precisione straordinaria. Gli affreschi, che decorano la stanza sotterranea della villa, trasformano l’ambiente in un’oasi di pace, una fuga dalla realtà urbana. Questo tipo di rappresentazione riflette il desiderio di immergersi nella bellezza della natura, senza lasciare la sicurezza e il comfort della casa.
I Romani concepivano i giardini pubblici come luoghi di socializzazione e piacere, ma anche di riflessione e contemplazione estetica. I parchi erano spesso decorati con statue e fontane, integrando la natura con l’arte in un dialogo continuo. Questi giardini non erano solo luoghi di svago, ma anche "musei a cielo aperto", in cui la natura e l'arte si fondevano per creare uno spazio visivo ricco di significati.
Un altro aspetto significativo della rappresentazione della natura nell’arte romana era la pittura di paesaggi. Le pareti delle ville romane venivano decorate con paesaggi che sfumavano i confini tra l’interno e l’esterno. I giardini e i paesaggi riprodotti non solo adornavano gli spazi, ma contribuivano a creare un’illusione di continuità con la natura circostante. Le opere murali, come quelle nelle ville di Pompei, raffiguravano la natura come un paesaggio idealizzato, spesso popolato da animali e piante esotiche,.
Un’altra forma di arte naturale era la natura morta, visibile nelle case pompeiane, dove i dipinti di frutta, fiori, pesci e altri oggetti naturali non erano solo decorativi, ma anche simbolici. Questi dipinti erano spesso usati per celebrare l'abbondanza e la prosperità, temi molto apprezzati nell'arte romana. La natura morta, oltre a essere un tipo di decorazione, rifletteva un legame più profondo tra la vita domestica e la terra che fornisce i suoi frutti.
Nella mitologia romana, la natura era una forza potente e sacra, abitata da divinità e spiriti. La rappresentazione mitologica dell’ambiente naturale, come quella di divinità legate ai boschi e ai fiumi, era comune in sculture e dipinti. Queste immagini non solo celebravano la bellezza della natura, ma sottolineavano anche la sua sacralità e il suo potere, come nel caso di rappresentazioni di boschi sacri e templi circondati dalla vegetazione.

### Cina

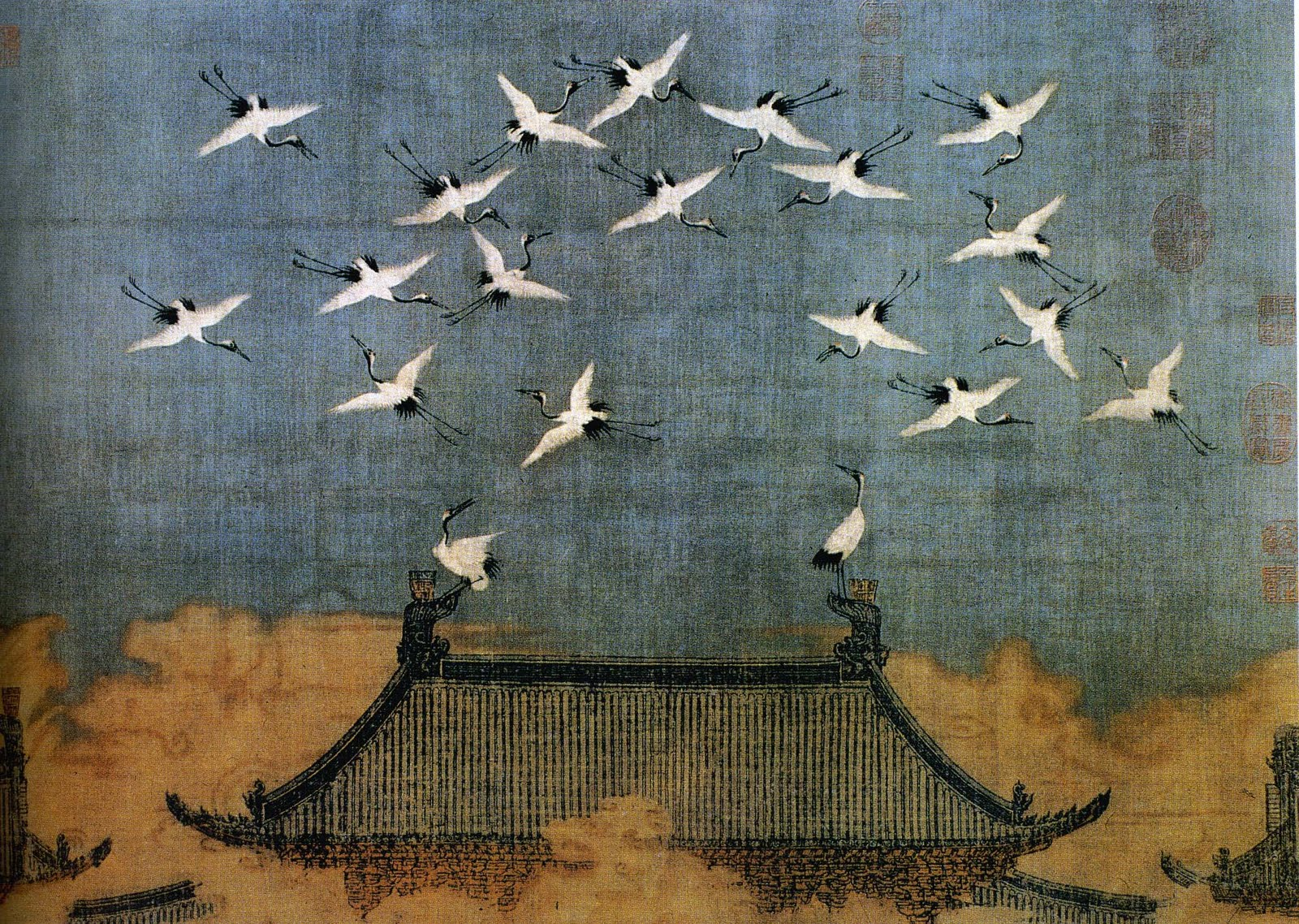
Imperatore Huī Zōng, Gru sul palazzo imperiale (XII secolo)

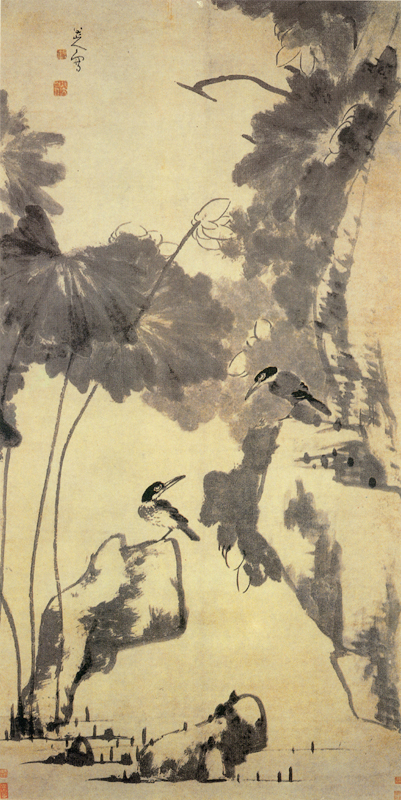
Zhu Da, particolare di Loto e uccelli, Museo di Shanghai

L'arte cinese ha storicamente attribuito alla natura un ruolo centrale, specialmente nella pittura di paesaggio, considerata una delle forme artistiche più elevate. Il paesaggio non era visto solo come un soggetto estetico ma come un mezzo per esprimere le emozioni e la spiritualità degli artisti, riflettendo anche i valori culturali del tempo.
La rappresentazione paesaggistica iniziò come sfondo per scene narrative, ma già dalla dinastia Tang (618–907) il paesaggio emerse come un genere autonomo, grazie ai contributi di pittori come Li Sixun, Li Zhaodao e Wang Wei, che diedero vita a due scuole stilistiche distinte: la "scuola blu e verde", che enfatizzava l'uso del colore, e la "scuola dell'inchiostro", caratterizzata dall'uso di toni monocromatici e da una maggiore introspezione.
Durante la dinastia Song (960–1279), il paesaggio cinese visse un periodo di massimo splendore. Gli artisti del nord, come Fan Kuan e Guo Xi, dipingevano maestose montagne con pennellate forti e tratti drammatici, mentre al sud, pittori come Dong Yuan e Juran usavano toni più morbidi per rappresentare le colline, con uno stile più pacato e sereno. Con la dinastia Yuan (1271–1368), la pittura paesaggistica acquisì una nuova dimensione introspeziva: gli artisti come Zhao Mengfu e i Quattro Maestri Yuan esplorarono una pittura che rifletteva l'interiorità dell'artista e usavano tecniche innovative per tradurre questa visione in immagini.
La dinastia Ming (1368–1644) vide un contrasto tra le raffigurazioni più formali della corte e uno stile più personale sviluppato dai letterati, con artisti come Shen Zhou e Wen Zhengming della scuola di Wu. Questo stile enfatizzava l’espressione individuale e la connessione spirituale con la natura. In questo periodo, il teorico e pittore Dong Qichang propose una divisione tra la "Scuola del Nord" e la "Scuola del Sud", influenzata dai concetti del buddhismo Chan, che rafforzò ulteriormente il significato simbolico della pittura paesaggistica.
Sotto la dinastia Qing (1644–1912), alcuni artisti, come i "Quattro Monaci" tra cui Zhu Da e Shitao, svilupparono uno stile spirituale e individualista in contrasto con la pittura di corte, esprimendo un’intensa introspezione e libertà creativa. Con il XX secolo, l’arte cinese si aprì all’influenza occidentale, e artisti come Gao Jianfu e Xu Beihong sperimentarono il realismo, mentre altri, come Lin Fengmian, esplorarono stili modernisti, creando un'interessante sintesi tra tradizione e innovazione.
Nella cultura cinese, la pittura di paesaggio non rappresenta solo la natura, ma anche la ricerca interiore dell'artista. Gli artisti usavano il paesaggio come mezzo per riflettere sugli ideali filosofici e spirituali, incarnando una visione profondamente integrata della natura e della vita. Questo approccio non solo celebra la bellezza naturale, ma rivela anche una profonda interconnessione tra l'arte, la spiritualità e la filosofia cinese.

### Civiltà precolombiane

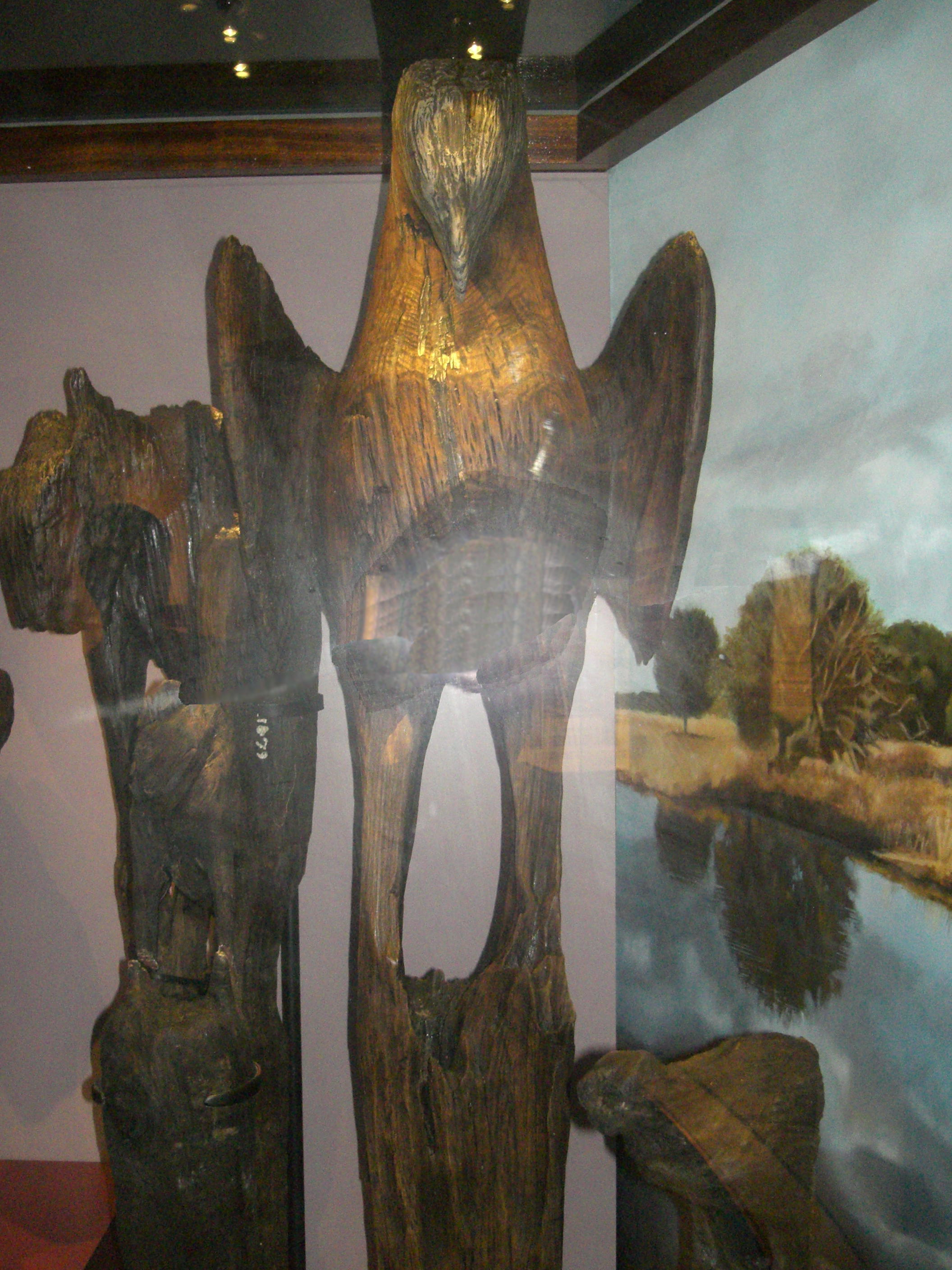
Aquila intagliata in legno trovata nel sito archeologico di Fort Center e esposta al Museo di Storia Naturale della Florida.

L'arte delle civiltà precolombiane delle Americhe è caratterizzata da una profonda connessione con la natura, in particolare con gli animali e le piante, che non solo erano essenziali per la vita quotidiana, ma rivestivano anche un'importanza simbolica e spirituale. Le rappresentazioni artistiche di queste forme di vita riflettono credenze cosmologiche e mitologiche, giocando un ruolo fondamentale nell'espressione di visioni del mondo, religiosità e filosofie.
Gli animali erano raffigurati in diverse forme e media, come sculture, ceramiche, pitture murali e oggetti rituali. In particolare, molte civiltà mesoamericane come i Maya, gli Aztechi e i Zapotechi attribuivano a determinati animali un significato sacro e cosmico, spesso connesso con la visione ciclica dell'universo. Gli animali non solo avevano una valenza simbolica, ma erano anche visti come canali di comunicazione con il divino. Le scimmie (ragno e urlatrici) erano simboli di fortuna e gioia, ma anche di immoralità e punizione, e venivano associate al dio del vento Ehécatl e al mito del Secondo Sole. Il giaguaro era un simbolo di potere e protezione, associato alle luci celesti e alla capacità di viaggiare tra i mondi dei vivi e dei morti. Il cane Xoloitzcuintli, legato al dio della morte Xolotl, era utilizzato come guida per le anime nell'Underworld. Le papere, simbolo di transizione tra acqua, cielo e terra, erano sacre e associate a Ehécatl, utilizzate in rituali legati alla morte e alla fertilità.
Le piante, in particolare gli alberi e le specie vegetali ritenute sacre, giocavano un ruolo cruciale nell'arte precolombiana. Tra queste, la ceiba (Yaxché) occupava una posizione centrale nell'iconografia dei Maya, rappresentando l'albero cosmico che collegava i tre mondi dell'universo: il cielo, la terra e l'underworld. La ceiba, piantata nel centro della Terra, era considerata un canale di comunicazione tra gli dèi e gli esseri umani.
Inoltre, le piante venivano rappresentate in forme artistiche che riflettevano il loro ruolo nelle pratiche religiose e quotidiane. Fiori, foglie e altre piante erano frequentemente utilizzati come motivi decorativi su ceramiche e oggetti rituali, e spesso erano collegati con le divinità della natura e della fertilità. Le piante sacre come il cacao, la pianta del mais e il maguey avevano un'importanza fondamentale sia per la vita quotidiana che per le pratiche spirituali, come nelle cerimonie di sacrificio o nei rituali di fertilità.
Molte opere d'arte precolombiana non solo rappresentavano gli animali e le piante come elementi naturali, ma attribuivano loro poteri spirituali e magici. Ogni animale o pianta era legato a specifici dèi o cosmologie, fungendo da simbolo o da veicolo per le forze divine. L'arte precolombiana, quindi, non solo illustrava la bellezza della natura, ma serviva anche come mezzo per rappresentare la realtà spirituale e le forze soprannaturali.
Inoltre, la rappresentazione degli animali e delle piante in artefatti come vasi e ceramiche dipinte era strettamente legata ai riti religiosi e ai sacrifici, che avevano un ruolo cruciale nell'equilibrio cosmico. Ad esempio, alcune specie animali, come i ratti e le farfalle, erano simboli della rinascita e della trasformazione, riflettendo il ciclo di vita, morte e resurrezione che caratterizzava la cosmologia mesoamericana..

### Medioevo

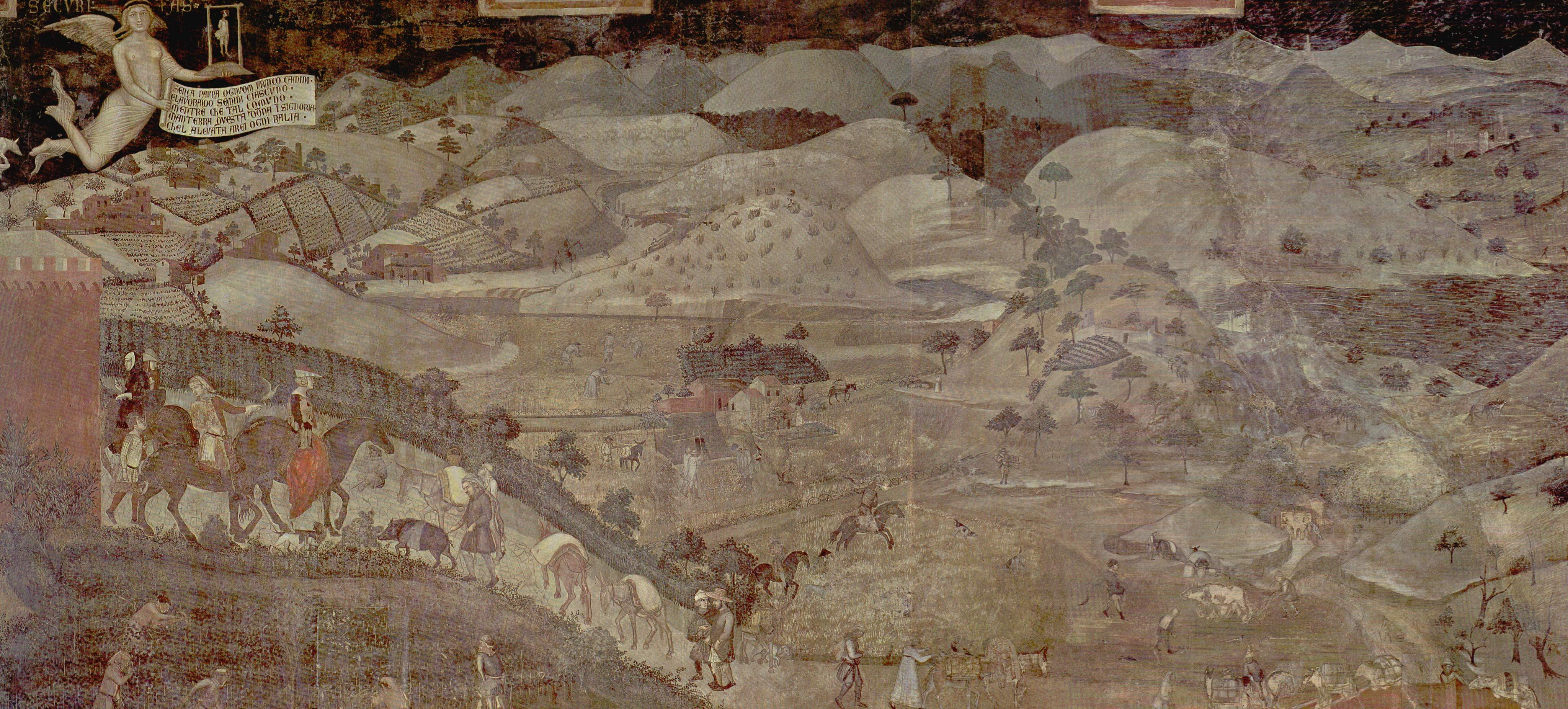
Effetti del Buon Governo in campagna, 1338-1339, Sala della Pace, Palazzo Pubblico, Siena

La rappresentazione della natura, intesa come piante e animali, ha un ruolo significativo nell’arte medievale, attraverso affreschi, sculture, miniature e decorazioni architettoniche che decorano chiese, castelli, palazzi e manoscritti. Queste raffigurazioni rispecchiano non solo un’osservazione attenta dell’ambiente naturale, ma anche un legame simbolico e mistico con il creato, profondamente radicato nella spiritualità e nella vita quotidiana del Medioevo.
Nel contesto medievale, piante e animali rappresentano molto più che meri elementi decorativi: assumono una dimensione simbolica e spirituale, riflettendo spesso temi religiosi e morali. Le raffigurazioni vegetali e animali, presenti su capitelli, portali, affreschi e codici miniati, veicolano significati morali e teologici, illustrando concetti di purezza, rinnovamento, resurrezione e peccato. L'iconografia cristiana attribuiva significati specifici a molti animali e piante, conferendo loro ruoli allegorici ben definiti. Ad esempio, il pellicano che si lacera il petto per nutrire i piccoli era visto come un simbolo del sacrificio di Cristo, mentre il giglio rappresentava la purezza della Vergine Maria.

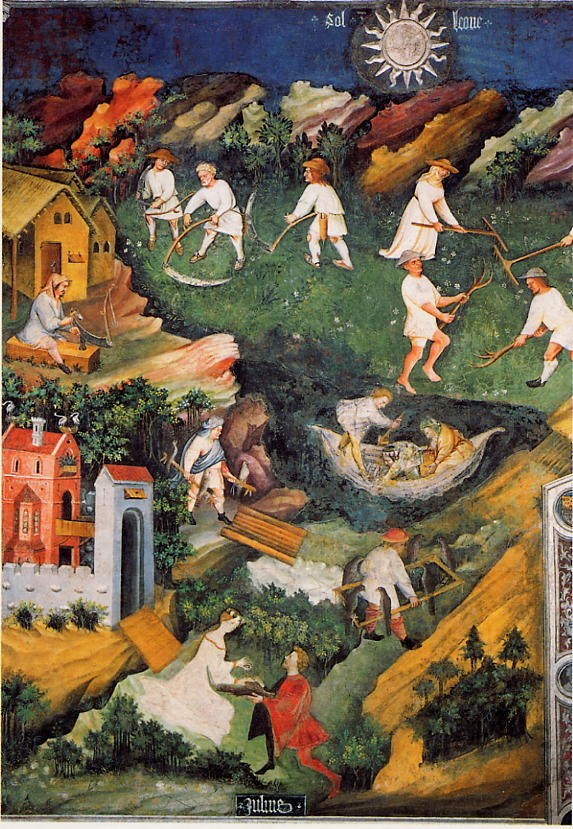
Luglio, parte di Ciclo dei mesi, di Maestro Venceslao (c. 1400)

Un aspetto importante della rappresentazione naturalistica medievale si trova nei "cicli dei mesi", una serie di scene che illustrano i vari periodi dell'anno e le attività agricole connesse alle stagioni, come la semina, la raccolta, la vendemmia, la caccia e la lavorazione della lana. Questi cicli sono presenti in chiese, castelli e edifici civili, come nella Torre dell'Aquila del Castello del Buonconsiglio a Trento, dove il "Ciclo dei Mesi" realizzato dal Maestro Venceslao all'inizio del XV secolo rappresenta con dettagli realistici la vita rurale e la connessione dell’uomo con la natura.
Gli artisti medievali raffiguravano la natura come parte integrante della società, portando in evidenza il rapporto dell'uomo con le stagioni e con i ritmi della terra, che scandivano le attività quotidiane. Questi cicli mostrano sia l'aspetto sacro della natura sia la fatica e la dedizione richieste dalle attività agricole, rivelando un'interazione continua tra vita sociale, rituali religiosi e mondo naturale.

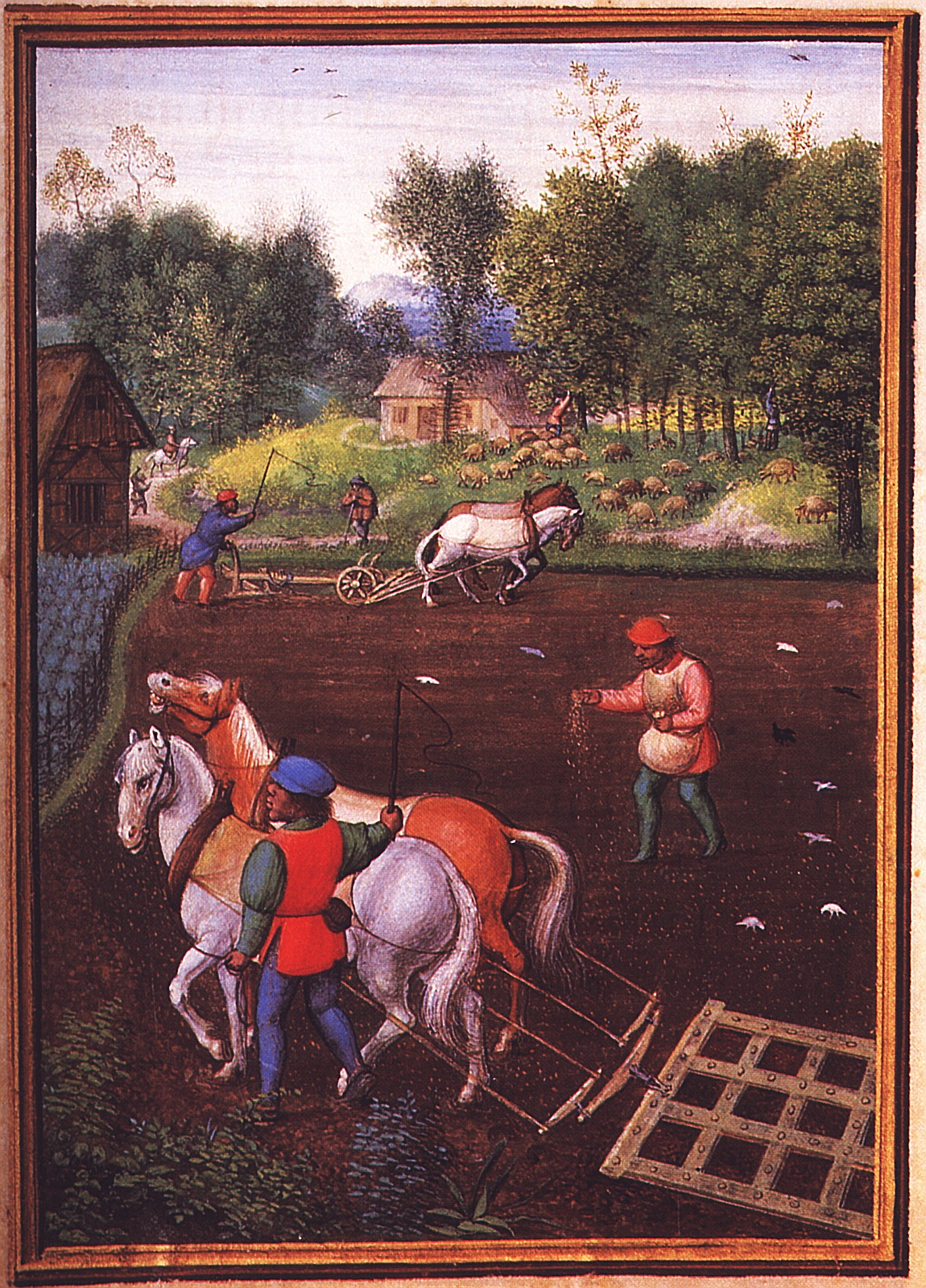
Simon Bening, Le fatiche dei mesi: settembre, da un libro d'ore fiammingo (Bruges).

Nell'arte della miniatura, specialmente in opere come i "libri d'ore" o i calendari liturgici, piante e animali diventano parte di elaborate decorazioni marginali che contornano le pagine. Queste miniature offrono rappresentazioni dettagliate di flora e fauna, a volte con finalità naturalistiche, altre con una funzione puramente simbolica o decorativa. I dettagli delle piante, come foglie di quercia, fiori e viti, e degli animali, come uccelli e farfalle, rappresentano non solo la bellezza naturale, ma anche l’ordine e l’armonia della creazione divina.
L’arte medievale italiana, particolarmente influenzata dalle tradizioni romano-bizantine, evolve progressivamente verso una maggiore maturità, con rappresentazioni sempre più realistiche della natura e della figura umana. Artisti come Benedetto Antelami e Wiligelmo, noti per le loro sculture, furono tra i primi a introdurre elementi naturalistici nelle loro opere, sebbene sempre all'interno di un contesto simbolico. A partire dal Trecento, l’arte italiana comincia a risentire di un’attenzione maggiore ai dettagli naturalistici, favorendo una rappresentazione della natura più vivace e, in alcuni casi, idealizzata.

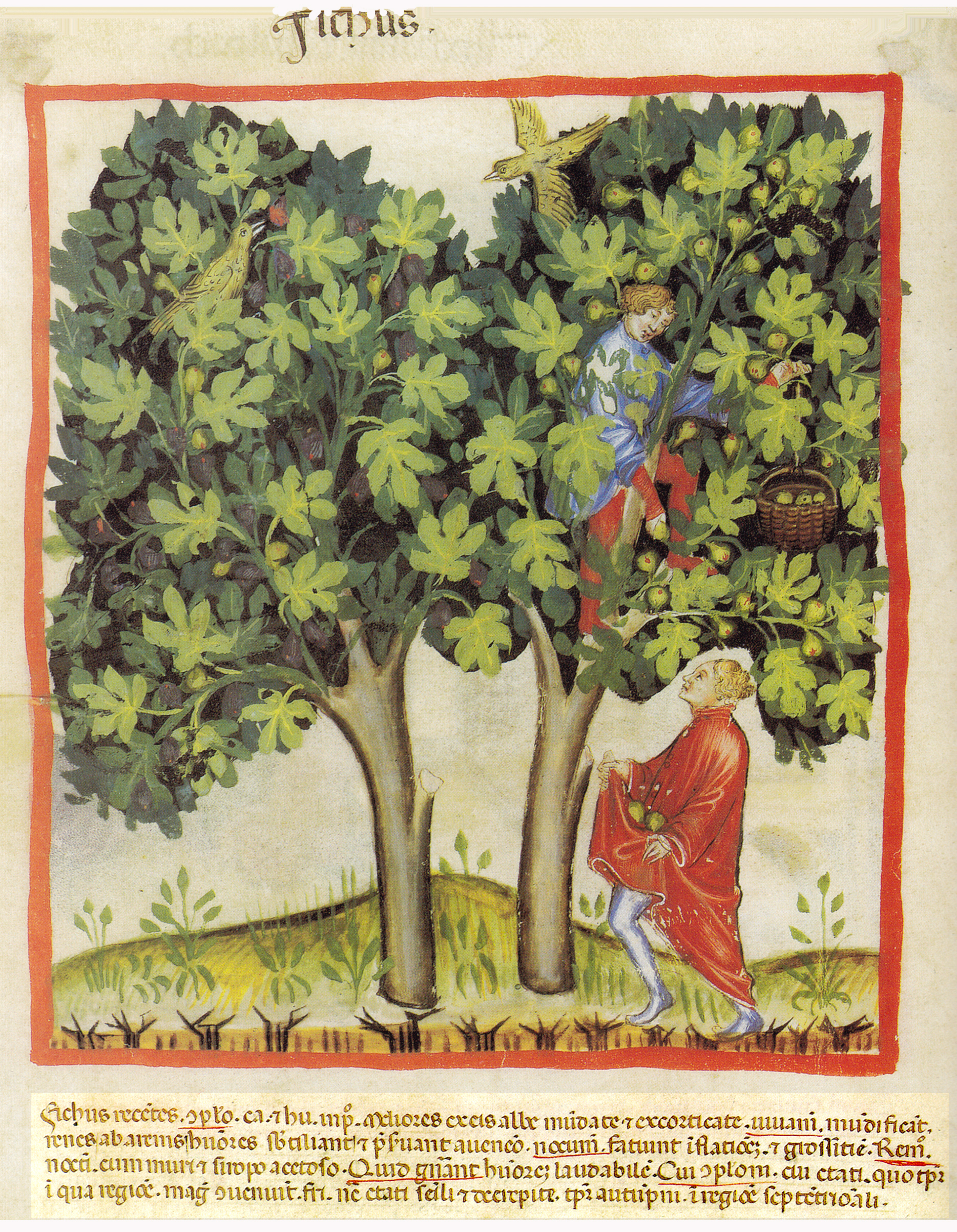
Raccolta dei fichi ("Tacuinum Sanitatis")

Un'opera di particolare rilievo nella rappresentazione della natura e della vita quotidiana medievale è il "Tacuinum Sanitatis", un manoscritto illustrato di origine araba che venne tradotto e diffuso in Europa tra il XIII e il XIV secolo. Si tratta di un compendio di medicina e salute che illustra le qualità benefiche delle piante, degli animali e delle attività umane per il benessere fisico e mentale. Le miniature dei Tacuinum, coloratissime e ricche di dettagli, rappresentano con grande realismo scene di vita agricola, la raccolta delle erbe, la caccia e il giardinaggio, offrendo un interessante sguardo sulle pratiche mediche e agricole medievali. Ogni pianta e animale è rappresentato con attenzione e descritto per i suoi effetti sul corpo e lo spirito, dimostrando un’armonia tra uomo e natura che veniva percepita come essenziale per una vita equilibrata.
Nel Medioevo, il legame tra uomo e natura era permeato da una forte componente spirituale. Le raffigurazioni medievali delle attività rurali, i volti dei contadini, i rituali religiosi e la ciclicità delle stagioni riflettono una visione sacra del creato, dove il lavoro nei campi e la vita contadina erano percepiti come un riflesso dell'ordine divino. In particolare, la natura era vista come un’emanazione della volontà divina e, per questo, le rappresentazioni artistiche non miravano a una riproduzione esatta della realtà, ma a trasmettere una verità superiore e un senso di armonia cosmica.
La natura nell'arte medievale, quindi, non rappresenta solo il mondo fisico che circonda l'uomo, ma funge da specchio di una società che viveva in sintonia con i ritmi naturali e attribuiva a piante e animali significati simbolici. Questo legame, oggi riscoperto grazie a studi come quello di Jenny Bawtree, ci offre una finestra su un’epoca in cui la natura non era solo uno sfondo, ma un elemento intrinseco della vita spirituale e materiale dell'uomo medievale.

### Barocco
La natura ha svolto un ruolo centrale nell'arte barocca, rappresentando un elemento di dialogo tra il mondo reale e quello simbolico. Questo periodo, caratterizzato da un'attenzione al dettaglio e da una forte carica emozionale, ha elevato il mondo naturale a soggetto artistico, integrandolo nelle rappresentazioni mitologiche, religiose e nella pittura di genere.

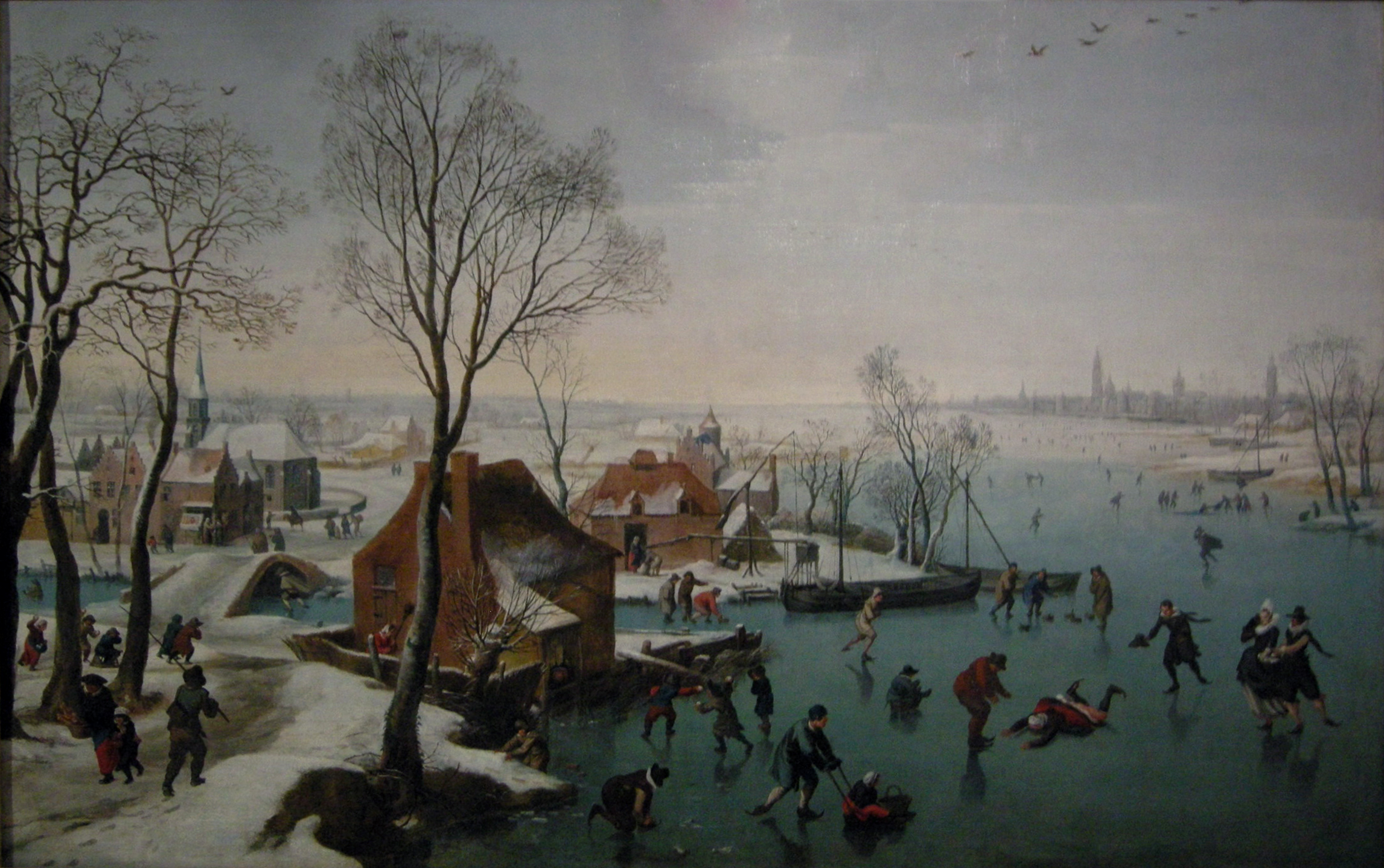
Gennaio - Pattinatori sul ghiaccio, Musei di Strada Nuova - Palazzo Rosso, Genova.

Gli artisti barocchi interpretarono la natura in modi diversi: come cornice ideale per narrazioni mitologiche e sacre, come elemento di studio scientifico e come espressione della varietà e complessità del creato. Un esempio emblematico dell'importanza della natura nell'arte barocca è il lavoro di Sinibaldo Scorza, pittore genovese del primo Seicento. Scorza si distinse per le sue raffigurazioni di animali e paesaggi incantati, spesso utilizzati come elementi narrativi nelle sue opere. Tra i suoi soggetti preferiti vi erano figure mitologiche come Orfeo e Circe, ritratte in ambientazioni bucoliche della campagna ligure. Le sue opere, come Due piccioni e un tordo e La caccia di Didone, sottolineano la capacità dell'artista di unire accuratezza scientifica e sensibilità estetica. Anche altri artisti barocchi, come Giovanni Battista Paggi e Jan Wildens, integrarono animali e paesaggi nelle loro opere, ampliando il ruolo simbolico e narrativo della natura nella pittura barocca.
La natura morta fu un altro genere in cui la natura trovò una sua espressione significativa. Giovanni Stanchi, noto naturamortista romano, rappresentò frutti e ortaggi in modo dettagliato, come nella sua tela raffigurante un'anguria con caratteristiche inusuali. Questo dipinto, datato tra il 1645 e il 1672, mostra un cocomero con polpa pallida e semi maturi, suggerendo una varietà selvatica preesistente alla selezione genetica moderna. Questi dettagli hanno reso le sue opere oggetto di studio scientifico, evidenziando come l'arte possa documentare l'evoluzione botanica.
Nel barocco, la natura non era solo un elemento decorativo o realistico, ma assumeva anche un forte valore simbolico). I paesaggi innevati, le foreste rigogliose e gli animali esotici alludevano alla bellezza, alla transitorietà della vita e all'ordine divino. La natura, dipinta con una precisione quasi scientifica, divenne anche un mezzo per esaltare il ruolo dell'uomo come intermediario tra il mondo naturale e quello spirituale.

### Neoclassicismo
L'arte neoclassica cercava di rappresentare la natura in modo idealizzato, ispirandosi alla bellezza e alla semplicità della scultura greca. Winckelmann, ad esempio, sosteneva che gli artisti dovessero imitare la "nobile semplicità e la calma grandezza" della scultura greca per ottenere rappresentazioni universali e archetipiche. La natura, pertanto, non veniva rappresentata come mera imitazione del reale, ma piuttosto come un ideale depurato dagli elementi transitori e individuali. La pittura neoclassica includeva spesso la rappresentazione di figure e ambientazioni ispirate alla mitologia e alla storia antica, dove la natura era un elemento di sfondo o un ideale astratto di bellezza. Artisti come David e Ingres esploravano la relazione tra figura umana e ambiente naturale come espressione dell’armonia e della perfezione, rappresentando scene che avevano un carattere quasi scultoreo, dove ogni elemento era bilanciato e subordinato alla ricerca della perfezione formale. L'arte neoclassica rifuggiva dalla rappresentazione della natura in modo dettagliato o atmosferico, preferendo un approccio universale e semplificato, come nelle illustrazioni lineari di John Flaxman delle opere di Omero e Dante. Queste illustrazioni, prive di dettagli superflui, cercavano di catturare un'essenza atemporale e archetipica dell'umanità, un tema centrale per gli artisti neoclassici, che vedevano nella natura un simbolo di valori eterni e ideali.

### Romanticismo
La rappresentazione della natura è uno degli elementi distintivi dell'arte romantica, sviluppatasi in Europa tra la fine del XVIII e il XIX secolo. Durante questo periodo, la natura assume un ruolo centrale, simbolizzando sia la grandiosità dell'universo sia la fragilità dell'uomo. Gli artisti romantici abbandonano l'approccio razionale e ordinato del neoclassicismo, privilegiando invece la libera espressione dei sentimenti, l’immaginazione e il mistero della natura selvaggia e incontaminata . Mentre il neoclassicismo aveva enfatizzato la razionalità e l'ordine, il Romanticismo esplora l'irrazionalità e l’inquietudine dell’animo umano, proiettandoli nella rappresentazione di paesaggi vasti e sublimi, intrisi di misticismo e potenza creatrice.

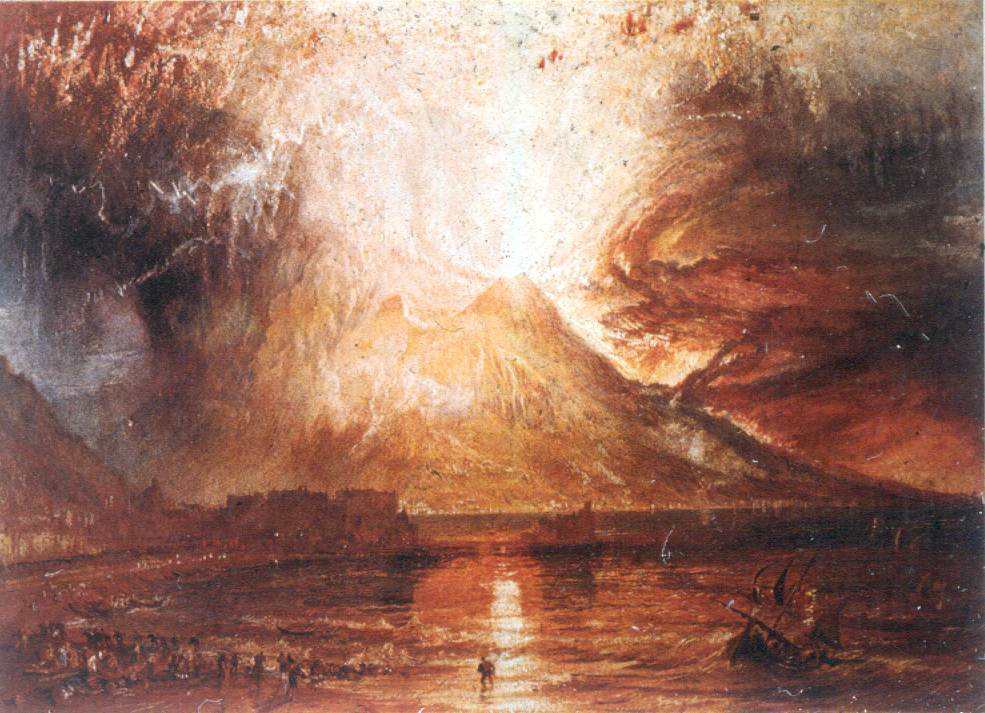
William Turner, Eruzione del Vesuvio (1817), Yale Center for British Art, USA

Nell’arte romantica, la natura è spesso rappresentata come una forza superiore e incommensurabile. Artisti come Caspar David Friedrich, William Turner e John Constable esprimono attraverso i loro dipinti il contrasto tra l’immensità naturale e la piccolezza dell’essere umano. Friedrich, nella sua opera Il monaco in riva al mare, pone l'uomo di fronte all’infinità dell’universo, comunicando un senso di smarrimento e solitudine. In Viandante sul mare di nebbia, l'uomo è visto di spalle, intento a contemplare un vasto paesaggio nebbioso; l'immensità naturale lo sovrasta, rappresentando un mistero insondabile che lo rende consapevole della sua piccolezza. In Inghilterra, Turner e Constable esplorano differenti aspetti della natura. Turner rappresenta le forze indomabili della natura in tempeste e incendi, accentuando la fragilità dell’uomo di fronte a questi eventi catastrofici. Constable, invece, si dedica alla tranquillità della campagna inglese, illustrando paesaggi idilliaci e in sintonia con l’uomo, che si muove in armonia con il mondo naturale. La natura di Constable è una fonte di serenità e rifugio, in contrasto con la drammaticità delle opere di Turner.
Il Romanticismo riflette una fusione tra natura e sentimento umano. La natura diventa il riflesso dell'interiorità dei personaggi e dell'artista stesso, come accade in letteratura con il personaggio di Jane Eyre, protagonista dell’omonimo romanzo di Charlotte Brontë. In Jane Eyre, la natura rispecchia gli stati d'animo della protagonista, trasmettendo sentimenti di solitudine e di lotta interiore. Questo stretto legame tra paesaggio e sentimento è evidente anche nelle opere di Friedrich, dove i paesaggi sublimi e misteriosi rimandano a una malinconia esistenziale e a un'ansia verso l'ignoto. Nell'arte romantica, dunque, la natura non è più solo un semplice sfondo, ma diviene lo specchio delle emozioni e delle inquietudini esistenziali.
Gli artisti romantici vedono la natura come una forza creatrice e incontrollabile, una divinità primordiale che suscita sentimenti di meraviglia e timore. La natura è percepita come un luogo in cui l’uomo può trovare rifugio dai disagi della società moderna oppure, al contrario, come una minaccia alla sua stabilità. Questa ambivalenza emerge sia nella pittura sia nella letteratura. Ad esempio, Friedrich rappresenta la natura come una dimensione in cui l’uomo si smarrisce, sopraffatto dalla sua grandiosità, mentre Jane Eyre trova conforto nella solitudine dei paesaggi brumosi. L'uomo romantico vive dunque un rapporto di amore e timore verso la natura, percepita come una forza a cui non può sottrarsi.

## Impressionismo e post-impressionismo
Con l’Impressionismo, il rapporto con la natura si fa più immediato e sensoriale. Artisti come Claude Monet si concentrano sulla rappresentazione della luce e delle condizioni atmosferiche, catturando momenti fugaci. La natura viene osservata en plein air e rappresentata con tocchi rapidi e colori vibranti. Il Post-Impressionismo, con artisti come Vincent van Gogh, esplora un approccio più emotivo e soggettivo, evidenziando l'essenza interiore del paesaggio.

## Modernismo
L'avvento del modernismo porta a una trasformazione radicale nell'approccio alla natura.  Il Cubismo (ad esempio con Georges Braque e Pablo Picasso) frammenta la natura in forme geometriche, riducendola alla sua essenza strutturale. Movimenti come l’Espressionismo utilizzano la natura come simbolo di emozioni intense: Franz Marc, ad esempio, raffigura animali come simboli spirituali e archetipici.  Piet Mondrian si ispira alle forme naturali, come quelle degli alberi, per arrivare all’astrazione geometrica.

## neoavanguardie e Land Art
Negli anni '60 e '70, le neoavanguardie ridefiniscono il rapporto tra natura e arte. Il concetto stesso di natura si espande, e gli artisti iniziano a integrarla direttamente nelle opere. La Land Art emerge come un movimento che utilizza il paesaggio naturale come materiale e luogo per l’arte. Robert Smithson, con Spiral Jetty (1970), interviene nel Grande Lago Salato, creando un’opera che evolve con il tempo).  Walter De Maria, con Lightning Field (1977), esplora l’interazione tra natura e fenomeni atmosferici. Christo e Jeanne-Claude trasformano il paesaggio naturale in un’opera temporanea e spettacolare, come in Running Fence (1976).

## Arte contemporanea
Nel periodo contemporaneo, il tema della natura si intreccia sempre più con le preoccupazioni ecologiche e spirituali. Olafur Eliasson, con opere come Ice Watch (2014), denuncia il cambiamento climatico, invitando a riflettere sull’impatto umano sull’ambiente. Agnes Denes, con Wheatfield – A Confrontation (1982), affronta temi di sostenibilità e urbanizzazione. James Turrell, nel suo Roden Crater Project, trasforma un cratere naturale in un osservatorio celeste, creando un dialogo tra l’uomo e il cosmo. Oltre all’aspetto ecologico, molti artisti contemporanei utilizzano materiali naturali per opere effimere o rituali, celebrando il ciclo vitale e l’interconnessione tra esseri viventi.

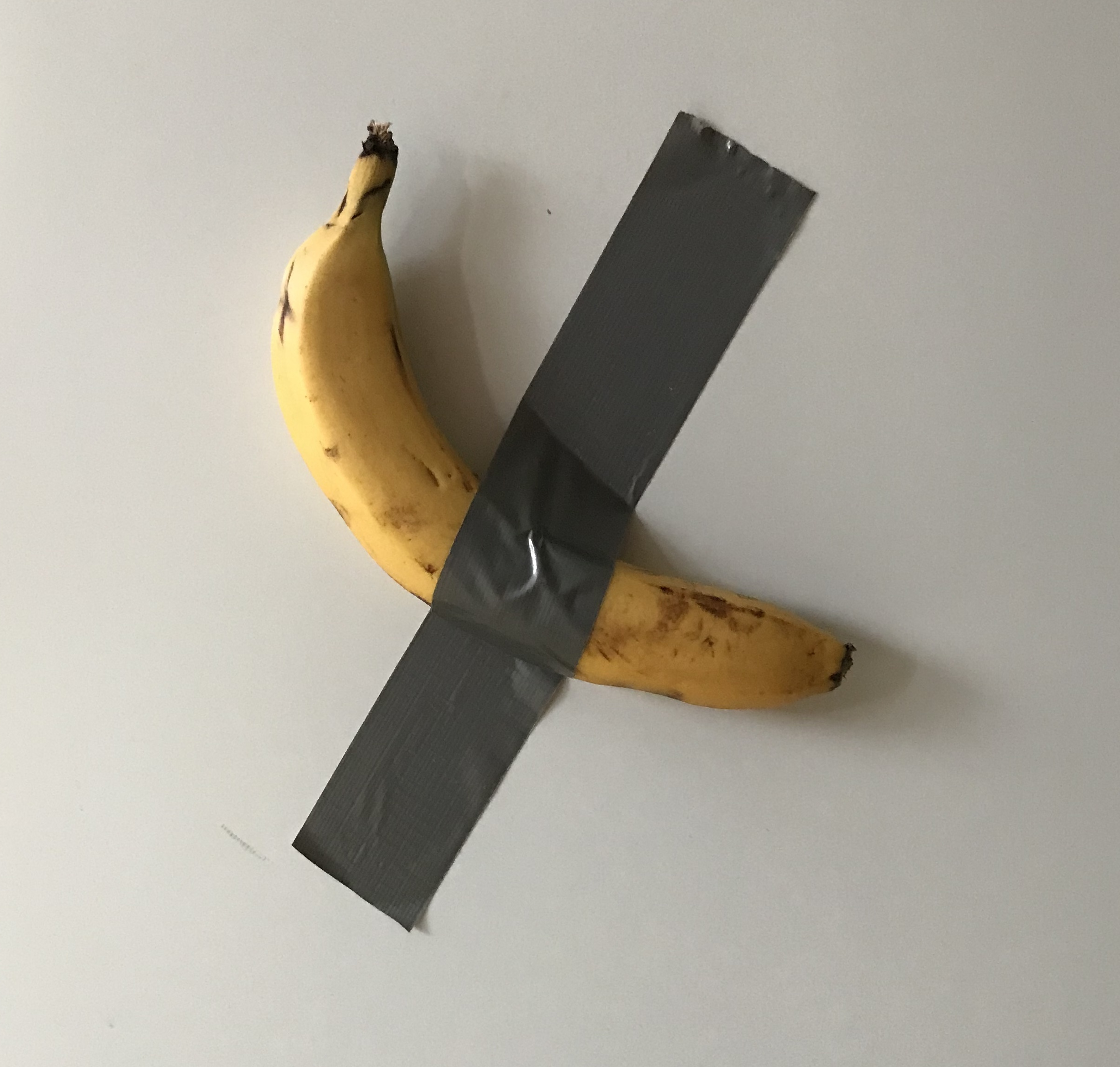
Riproduzione di Comedian

"Comedian" è un'opera concettuale di Maurizio Cattelan, realizzata nel 2019, che consiste in una banana attaccata a un muro con nastro adesivo argentato. La semplicità dell'oggetto, un frutto ordinario, è messa in contrasto con il contesto dell'arte contemporanea, sollevando interrogativi sul valore dell'arte e sul suo significato. L'opera si inserisce in una tradizione di arte concettuale che sfida le convenzioni, spingendo a riflettere sul ruolo dell'artista, sul contesto e sull'interpretazione dell'oggetto.

## Temi

### Ciclo dei mesi

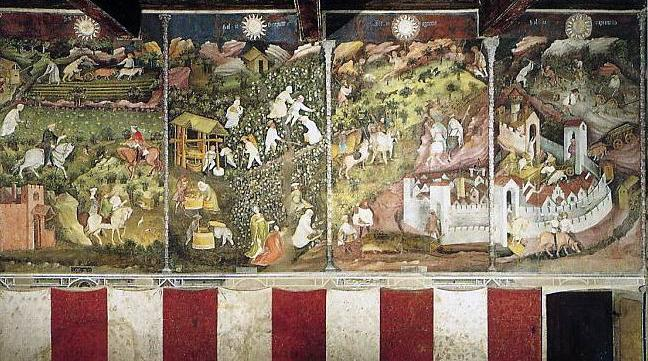
Salone dei Mesi di palazzo Schifanoia

Il Ciclo dei mesi è un tema iconografico ricorrente nell'arte medievale, rappresentante i dodici mesi dell'anno, solitamente associato a scene agricole, attività quotidiane e riflessioni sul passare del tempo. Questo tema si sviluppò principalmente nel contesto delle "chiese" e dei "monasteri", dove veniva utilizzato sia come simbolo del tempo sacro sia come educazione morale e spirituale per la comunità. Il ciclo dei mesi è presente in numerose opere medievali, tra cui "affreschi", "mosaici", "sculture" e "manoscritti miniati", con una funzione che spaziava dalla rappresentazione della natura e del lavoro agricolo alla meditazione sul tempo e sul divino.

### Natura morta
La natura morta è un genere artistico che rappresenta oggetti inanimati, spesso disposti in composizioni simboliche e dettagliate. Nata nell'antichità, divenne particolarmente popolare nel Seicento in Europa, specialmente nei Paesi Bassi, dove assunse significati simbolici e allegorici legati alla fragilità della vita e alla caducità delle cose materiali, temi noti come "vanitas". Composizioni di frutta, fiori, strumenti musicali e oggetti di uso quotidiano illustravano abilità tecniche e riflessioni sulla bellezza transitoria. Nel tempo, la natura morta si è evoluta in forme più moderne, come nell'arte cubista e astratta, mantenendo però il legame con l'osservazione attenta del mondo fisico.

### Creature fantastiche
Le creature fantastiche nell'arte sono figure mitologiche, animali immaginari e esseri sovrannaturali rappresentati in opere artistiche che spaziano dalla pittura alla scultura, dai manoscritti miniati alle arti decorative. La raffigurazione di questi esseri ha radici antiche, affondando nella mitologia, nei bestiari medievali e nelle leggende popolari, fino a costituire una parte rilevante del patrimonio artistico di numerose civiltà.

## Simbologia
L'arte e la cultura, nel corso della storia, hanno utilizzato simboli naturali come piante, fiori, frutti e animali per comunicare significati profondi, esprimere valori culturali e spirituali e riflettere la relazione tra l'essere umano e la natura.

### Piante
| Simbolo  | Descrizione |
| -------- | --- |
| Albero   | Gli alberi sono simboli universali di vita, crescita e connessione tra il cielo e la terra. Ogni tipo di albero porta significati specifici. L'albero della vita è un elemento simbolico e un motivo iconografico ricorrente in svariate religioni, mitologie, filosofie e culture, ognuna delle quali gli attribuisce significati magici e mistici perlopiù diversi. Il nome di "albero della vita" è preso dall'omonimo albero biblico, che rappresenta l'opportunità offerta da Dio all'uomo di condividere la vita eterna. |
| Alloro   | Emblema di vittoria, gloria e immortalità. Legato ad Apollo nella mitologia greca, il suo utilizzo nelle corone celebra successi e trionfi. |
| Cipresso | Simbolo di morte e immortalità, utilizzato nei cimiteri e associato alla vita eterna nell’iconografia cristiana e nella cultura mediterranea. |
| Edera    | Simbolo di fedeltà e amore eterno, grazie alla sua capacità di avvolgere e crescere attorno agli alberi. Spesso legata al dio Dioniso come simbolo di vitalità e rinascita. |
| Ginepro  | Simbolo di protezione e purificazione. Nell’iconografia cristiana è associato alla Vergine Maria e alla protezione dalla malvagità. |
| Grano    | Il grano è un simbolo di abbondanza, fertilità e rinascita. Rappresenta il ciclo della vita e la prosperità, spesso associato a divinità della fertilità e del raccolto in diverse culture. Il grano è anche un simbolo di sacrificio, come nell'iconografia cristiana, dove rappresenta il corpo di Cristo. |
| Mirto    | Associato a Venere/Afrodite, rappresenta amore e bellezza. In contesti cristiani, può simboleggiare purezza e fedeltà coniugale. |
| Orto     | Gli orti simboleggiano la cura e la coltivazione, rappresentando l'abbondanza e il nutrimento. Nella cultura contadina, un orto è visto come un luogo di lavoro, ma anche di contemplazione e tranquillità. Gli orti rappresentano anche la connessione con la terra e la sostenibilità, sottolineando l'importanza dell'autosufficienza e del rispetto per la natura. |
| Palma    | La palma è un simbolo di vittoria, pace e immortalità. Nella cultura cristiana, è associata al martirio e alla resurrezione. Nell'antichità, le foglie di palma venivano utilizzate per celebrare i vincitori nei giochi e nei trionfi. |
| Pioppo   | Simbolo di transitorietà e lutto. Spesso associato agli dei infernali e al ciclo vita-morte nella mitologia classica. |
| Quercia  | Emblema di forza, resistenza e immortalità. Simbolo sacro a Zeus/Giove, rappresenta anche saggezza e stabilità in molti contesti culturali. |
| Salice   | Simbolo di lutto e malinconia, spesso legato alla perdita e alla tristezza. In contesti orientali, rappresenta anche flessibilità e resilienza. |
| Ulivo    | Segno di pace, speranza e riconciliazione. Nell’iconografia cristiana rappresenta la misericordia divina e la pace (come nel racconto del diluvio universale). |
| Vite     | Simbolo di fertilità, rinascita e abbondanza. Spesso associata al dio Dioniso/Bacco nella mitologia greco-romana, rappresenta anche il sangue di Cristo nel cristianesimo. |

### Fiori
| Simbolo    | Descrizione |
| ---------- | --- |
| Anenome    | Simbolo di fragilità, transitorietà e morte prematura. Nell'arte cristiana rappresenta il sacrificio di Cristo. |
| Aquilegia  | Rappresenta malinconia, tristezza o il peccato. Può apparire in contesti religiosi per simboleggiare il pentimento. |
| Ciclamino  | Associato a modestia, umiltà e tenerezza. Nella cultura cristiana, può simboleggiare anche dolore e addio. |
| Fiordaliso | Simbolo di delicatezza, amore puro e fedeltà. Nell'arte cristiana può simboleggiare la Vergine Maria. |
| Garofano   | Simbolo di amore, devozione e fedeltà. In contesti cristiani, può rappresentare l’amore divino o il sacrificio di Cristo. |
| Gelsomino  | Emblema di purezza, grazia e amore divino. Può rappresentare anche la bellezza e la sensualità. |
| Giacinto   | Simbolo di dolore e lutto, è legato al mito greco di Giacinto, giovane amato da Apollo e trasformato in fiore dopo la sua tragica morte. |
| Giglio     | Il giglio è un simbolo di purezza e innocenza, spesso associato alla Madonna nell'arte cristiana. In molte culture, il giglio rappresenta anche la regalità e la nobiltà. Nella mitologia greca, è associato a Giunone, la dea del matrimonio. |
| Girasole   | Associato alla devozione e all’adorazione, segue il sole come simbolo di fede e spiritualità. |
| Iris       | Simbolo di fede, speranza e saggezza. Nell’arte cristiana rappresenta purezza e spesso è associato alla Vergine Maria. |
| Mughetto   | Il mughetto è spesso associato alla purezza e alla dolcezza, ed è un simbolo di felicità e amore. In alcune culture, il mughetto rappresenta la rinascita e il ritorno della gioia, ed è comunemente usato nei bouquet nuziali. È anche un simbolo della primavera e viene celebrato il primo maggio in alcune tradizioni.                                                                                |
| Narciso    | Rappresenta vanità, bellezza e introspezione, legato al mito greco di Narciso, che si innamorò del proprio riflesso. |
| Papavero   | Emblema di sonno, morte e oblio, ma anche del sacrificio e della memoria, spesso usato per commemorare i caduti in guerra. |
| Rosa       | Rappresenta amore, bellezza e passione. Nella simbologia cristiana può significare purezza (rosa bianca) o martirio (rosa rossa). |
| Tulipano   | Il tulipano è un simbolo di amore perfetto e di bellezza. Ogni colore ha un significato specifico: il rosso simboleggia l'amore vero, il giallo rappresenta la gioia e il sole, e il bianco la perdono. Significato: I tulipani sono considerati segni di primavera e rinnovamento. Nella cultura persiana, i tulipani rossi simboleggiano il sangue dei martiri, rendendoli anche simboli di sacrificio. |
| Viola      | Simbolo di modestia, umiltà e fede. Nell'arte cristiana è legata alla Madonna e al pentimento. |

### Frutti
| Simbolo      | Descrizione |
| ------------ | --- |
| Arancia      | Simbolo di purezza e fertilità. Nella pittura rinascimentale, spesso associata al paradiso terrestre e alla Vergine Maria. |
| Cardo        | Il cardo, spesso associato a valori di resistenza e perseveranza, simboleggia la protezione e la determinazione. In alcune culture, è considerato un simbolo di difesa e protezione, grazie alle sue spine. Nel contesto dell'arte, il cardo può rappresentare anche la bellezza inaspettata e la dignità che si trova anche in ciò che è considerato spinoso o imperfetto.                               |
| Castagna     | Simbolo di previdenza e umiltà. La castagna, nascosta in un guscio spinoso, rappresenta ricchezza interiore. |
| Cetriolo     | Simbolo di rinascita e fertilità, per la sua associazione con l’acqua e la freschezza. |
| Ciliegia     | Simbolo di dolcezza e deliziosa tentazione. Nell’arte cristiana rappresenta l’anima giusta e il paradiso. |
| Cornucopia   | La cornucopia, nota anche come "corno dell'abbondanza," è un simbolo universale di prosperità e fertilità. Originariamente nella mitologia greca, rappresentava il corno di una capra che, capace di fornire in eterno, simboleggiava l'abbondanza dei frutti della terra. Nelle arti visive, la cornucopia è spesso rappresentata traboccante di frutti e fiori, suggerendo la ricchezza e il benessere. |
| Fico         | Emblema di fertilità e abbondanza. Nella Bibbia rappresenta sia il peccato (le foglie per coprirsi) che la prosperità.180-186 |
| Fragola      | Emblema di virtù, modestia e purezza. Spesso associata alla Vergine Maria, rappresenta anche la dolcezza della vita eterna. |
| Limone       | Il limone è simbolo di freschezza, vitalità e, in alcune culture, di purificazione. Rappresenta anche la protezione contro il male e le energie negative. In arte, è talvolta usato per rappresentare l'amore non corrisposto o la malinconia, in contrapposizione alla sua luminosità e al suo profumo.                                                                                                  |
| Mela         | Simbolo ambivalente: tentazione e peccato originale (come nel Giardino dell’Eden) ma anche redenzione e conoscenza. |
| Mela cotogna | Simbolo di amore, felicità e prosperità. Nella mitologia greca è legata a Venere/Afrodite. |
| Melagrana    | Emblema di fertilità, unità e resurrezione. Nell’arte cristiana rappresenta la passione e la resurrezione di Cristo. |
| Noce         | Emblema di segretezza e mistero (per il guscio duro e l’interno prezioso). Nella cristianità può simboleggiare l’anima. |
| Nocciola     | Segno di saggezza e protezione, talvolta associata alla conoscenza e alla fertilità. |
| Pera         | Segno di longevità e abbondanza. Nella simbologia cristiana, può rappresentare la Vergine Maria e la dolcezza spirituale. |
| Pesca        | Simbolo di amore, verità e salvezza. Spesso raffigurata con la Vergine Maria come segno di dolcezza e bontà spirituale. |
| Prugna       | Simbolo di dualità: dolcezza e amarezza, vita e morte. Può indicare abbondanza o riflessione sulla mortalità. |
| Zucca        | Simbolo di abbondanza, umiltà e fragilità della vita, spesso legata al ciclo della natura. |

### Animali
| Simbolo       | Descrizione |
| ------------- | --- |
| Agnello       | Simbolo di innocenza, sacrificio e redenzione. Rappresenta Cristo nell’arte cristiana. |
| Ape           | Simbolo di laboriosità, organizzazione e regalità. In contesti cristiani rappresenta virtù e resurrezione. |
| Aquila        | Emblema di potere, nobiltà e divinità. Simbolo di Giove (Zeus) nella mitologia greco-romana e dell'evangelista Giovanni nell'arte cristiana. |
| Asino         | Rappresenta umiltà, pazienza e servizio. Nell’arte cristiana appare spesso nella Natività. |
| Balena        | Simbolo di morte e rinascita. Nell'arte cristiana rappresenta il ciclo di caduta e resurrezione. |
| Bue           | Segno di forza, pazienza e lavoro. Nell’arte cristiana è associato a San Luca Evangelista. |
| Cammello      | Simbolo di resistenza, umiltà e spiritualità. Può rappresentare la fede nei pellegrinaggi. |
| Cane          | Il cane Xoloitzcuintli, un cane senza pelo messicano, era considerato sacro e veniva utilizzato come guida per le anime nel loro viaggio nell'oltretomba. La sua connessione con il dio Xolotl, dio della morte e dei fulmini, lo rendeva un intermediario tra il mondo dei vivi e quello dei morti. |
| Cardellino    | Simbolo della Passione di Cristo, poiché si narra che abbia raccolto una spina dalla corona di Cristo. |
| Cavalletta    | Simbolo di devastazione e transitorietà, ma anche di libertà e leggerezza. |
| Cavalli       | Il cavallo rappresenta la libertà, il movimento e la nobiltà. È un simbolo di potere e grazia. Nella cultura nativa americana, il cavallo è visto come un simbolo di viaggio spirituale e forza. |
| Cervo         | Emblema di purezza, rinnovamento e spiritualità. Nell'arte cristiana è simbolo di Cristo e della lotta contro il male. |
| Cervo volante | Emblema di forza e resistenza, con un’associazione marginale alla lotta contro il male. |
| Cigno         | Emblema di bellezza, purezza e trasformazione. Nella mitologia greca, associato ad Apollo e a Leda. |
| Civetta       | Simbolo di saggezza e conoscenza, associata alla dea Atena nella mitologia greca. In altri contesti, rappresenta il mistero e la morte. |
| Colomba       | Simbolo di pace, purezza e Spirito Santo nell'arte cristiana. |
| Conchiglia    | Simbolo di fertilità, vita e resurrezione. Nell’arte cristiana, legata al pellegrinaggio e a San Giacomo. |
| Coniglio      | Segno di fertilità e abbondanza, ma anche di codardia. Nell’arte cristiana rappresenta purezza e resurrezione. |
| Corallo       | Simbolo di protezione contro il male e potere apotropaico. Nell'arte cristiana rappresenta il sangue di Cristo e la salvezza. |
| Corvo         | Associato a presagi, morte e mistero, ma anche alla profezia e alla saggezza. Nella Bibbia è simbolo di penitenza. |
| Delfino       | Emblema di salvezza e protezione, spesso legato a Cristo e alla croce nell'arte cristiana. |
| Elefante      | L'elefante è simbolo di saggezza, forza e protezione. In molte culture asiatiche, rappresenta la fertilità e la prosperità. Nella tradizione indù, il dio Ganesha ha la testa di un elefante e simboleggia la rimozione degli ostacoli e il nuovo inizio. |
| Ermellino     | Simbolo di purezza e innocenza. Spesso rappresenta nobiltà o virtù, come nel celebre dipinto di Leonardo da Vinci. |
| Farfalla      | Emblema di trasformazione, anima e immortalità. Spesso rappresenta la resurrezione nell’arte cristiana. |
| Gallo         | Simbolo di vigilanza e resurrezione. Associato al tradimento di Pietro nella Bibbia. |
| Gatto         | Associato a mistero, indipendenza e sensualità. Nel Medioevo era spesso legato alla stregoneria. |
| Giaguaro      | Il giaguaro era uno degli animali più sacri per le civiltà mesoamericane, simbolo di potere, ferocia e protezione dalle forze malvagie. La sua pelle maculata veniva vista come una rappresentazione delle luci celesti, e il giaguaro era spesso raffigurato nell'arte come guardiano della notte e della morte. I Maya credevano che il giaguaro potesse viaggiare tra i mondi dei vivi e dei morti. |
| Leone         | Emblema di forza, potere e regalità. Nell’arte cristiana rappresenta la giustizia divina o San Marco Evangelista. |
| Leopardo      | Emblema di velocità, eleganza e ferocia. Può avere connotazioni negative legate a inganno o pericolo. |
| Lucertola     | Simbolo di rinnovamento e adattabilità. In contesti cristiani, può rappresentare vigilanza contro il male. |
| Lupo          | Simbolo di ferocia, inganno e pericolo, ma anche di protezione e lealtà (es. la Lupa Capitolina nella mitologia romana). |
| Maiale        | Associato a impurità e avidità, ma anche a prosperità e abbondanza in alcune tradizioni. |
| Mosca         | Simbolo di morte, corruzione e peccato, ma anche di umiltà e transitorietà della vita. |
| Mulo          | Emblema di ostinazione, forza e fatica, con una connotazione più utilitaristica. |
| Papera        | per le civiltà mesoamericane le papere erano simboli di transizione tra i tre regni cosmici (acqua, cielo e terra) e venivano associate al dio del vento Ehécatl. La capacità delle papere di volare, camminare e immergersi in acqua le rendeva sacre per le culture mesoamericane, che le utilizzavano in rituali legati alla morte e alla fertilità. |
| Pappagallo    | Simbolo di eloquenza e imitazione. Nell'arte cristiana può rappresentare l'annuncio della nascita di Cristo. |
| Pavone        | Emblema di vanità e bellezza, ma anche di immortalità nell'arte cristiana, per il rinnovo delle sue piume. |
| Pellicano     | Simbolo di sacrificio e amore altruista, spesso legato al sacrificio di Cristo nell’arte cristiana. |
| Pernice       | Emblema di inganno e astuzia, ma anche di tentazione e peccato. |
| Pipistrello   | Simbolo di oscurità, mistero e paura, spesso associato al male o alla morte, ma anche alla rinascita in alcune culture. |
| Ragno         | Emblema di pazienza, tessitura del destino e inganno. Può rappresentare sia creatività che pericolo. |
| Rondine       | Segno di speranza, primavera e ritorno. Nell'arte cristiana simboleggia resurrezione e redenzione. |
| Serpente      | Simbolo di tentazione, peccato e inganno, ma anche di saggezza, guarigione e rinascita (come l'Uroboro). |
| Scimmia       | In molte culture, la scimmia rappresenta l'intelligenza, l'astuzia e la giocosità. In alcune tradizioni asiatiche, è vista come un simbolo di ingegno e abilità nel superare gli ostacoli. Nella mitologia indiana, la scimmia Hanuman simboleggia la devozione e la forza, mentre nella cultura cinese rappresenta la versatilità e la curiosità. Nelle civiltà precolombiane le scimmie, in particolare le scimmie ragno e urlatrici, erano simboli di fortuna e gioia, ma anche di immoralità e punizione. Nell'arte azteca, le scimmie erano associate al dio del vento Ehécatl e al mito del Secondo Sole, dove gli esseri sopravvissuti furono trasformati in scimmie. |
| Scoiattolo    | Simbolo di previdenza e diligenza, ma anche di irrequietezza e giocosità. |
| Scorpione     | Simbolo di veleno, tradimento e morte, ma anche di protezione contro il male in alcune culture. |
| Tigre         | Simbolo di coraggio, ferocia e passione. Nella tradizione orientale rappresenta anche protezione e forza spirituale. |
| Topo          | Emblema di inganno, distruzione e peccato, ma talvolta rappresenta astuzia e adattabilità. |
| Toro          | Simbolo di potenza, fertilità e virilità. Ha connotazioni sacre in molte culture antiche. |